# Hedychium satyanarayanum
Hedychium satyanarayanum är en enhjärtbladig växtart som beskrevs av S.C.Srivast. Hedychium satyanarayanum ingår i släktet Hedychium och familjen Zingiberaceae. Inga underarter finns listade i Catalogue of Life.